# Yanick Dupre Memorial Award
Yanick Dupre Memorial Award je každoročně udílené ocenění v American Hockey League pro hráče, který nejvíce podporuje charitativní činnost. Držitele trofeje určuje ligový prezident.
Trofej se jmenuje po útočníkovi klubu Hershey Bears Yanickovi Duprému, který ve věku 24 let podlehl leukemii.

## Držitelé
| Yanick Dupre Memorial Award - (charitativní činnost AHL) |                  |                                |
| Sezóna                                                   | Hráč             | Tým                            |
| 2021/22                                                  | Dakota Mermis    | Iowa Wild                      |
| 2020/21                                                  | Athletic trenéři | 31 týmů                        |
| 2019/20                                                  | Troy Grosenick   | Milwaukee Admirals             |
| 2018/19                                                  | Landon Ferraro   | Iowa Wild                      |
| 2017/18                                                  | Scooter Vaughan  | Chicago Wolves                 |
| 2016/17                                                  | A. J. Greer      | San Antonio Rampage            |
| 2015/16                                                  | Ryan Carpenter   | San Jose Barracuda             |
| 2014/15                                                  | Kyle Hagel       | Charlotte Checkers             |
| 2013/14                                                  | Eric Neilson     | Syracuse Crunch                |
| 2012/13                                                  | Mike Zigomanis   | Toronto Marlies                |
| 2011/12                                                  | Nick Petrecki    | Worcester Sharks               |
| 2010/11                                                  | Cody Bass        | Binghamton Senators            |
| 2009/10                                                  | Josh Tordjman    | San Antonio Rampage            |
| 2008/09                                                  | Brandon Rogers   | Houston Aeros                  |
| 2007/08                                                  | Denis Hamel      | Binghamton Senators            |
| 2006/07                                                  | Matt Carkner     | Wilkes-Barre/Scranton Penguins |
| 2005/06                                                  | Mitch Fritz      | Springfield Falcons            |
| 2004/05                                                  | Duncan Milroy    | Hamilton Bulldogs              |
| 2003/04                                                  | Kurtis Foster    | Chicago Wolves                 |
| 2002/03                                                  | Jimmy Roy        | Manitoba Moose                 |
| 2001/02                                                  | Travis Roche     | Houston Aeros                  |
| 2000/01                                                  | Mike Minard      | St. John's Maple Leafs         |
| 1999/00                                                  | Mike Minard      | Hamilton Bulldogs              |
| 1998/99                                                  | Brent Thompson   | Hartford Wolf Pack             |
| 1997/98                                                  | John Jakopin     | Beast of New Haven             |